# Pachyplectron
Pachyplectron é um género botânico pertencente à família das orquídeas (Orchidaceae).

## Espécies
1. Pachyplectron aphyllum T.Hashim., Ann. Tsukuba Bot. Gard. 16: 7 (1997).
2. Pachyplectron arifolium Schltr., Bot. Jahrb. Syst. 39: 52 (1906).
3. Pachyplectron neocaledonicum Schltr., Bot. Jahrb. Syst. 39: 52 (1906).